# ميخائيل ستيل (موسيقية)
ميخائيل ستيل (بالإنجليزية: Michael Steele)‏ هي موسيقية ومغنية وملحنة ومغنية مؤلفة وعازفة قيثارة أمريكية، ولدت في 2 يونيو 1955 في باسادينا في الولايات المتحدة.

## وصلات خارجية
- ميخائيل ستيل على موقع IMDb (الإنجليزية)
- ميخائيل ستيل على موقع ميوزك برينز (الإنجليزية)
- ميخائيل ستيل على موقع إن إن دي بي (الإنجليزية)
- ميخائيل ستيل على موقع أول ميوزيك (الإنجليزية)
- ميخائيل ستيل على موقع ديسكوغز (الإنجليزية)
- ميخائيل ستيل على موقع قاعدة بيانات الفيلم (الإنجليزية)